# Casas Altas (kommunhuvudort)
Casas Altas är en kommunhuvudort i Spanien.   Den ligger i provinsen Província de València och regionen Valencia, i den centrala delen av landet, 210 km öster om huvudstaden Madrid. Casas Altas ligger 807 meter över havet och antalet invånare är 158.
Terrängen runt Casas Altas är huvudsakligen kuperad. Casas Altas ligger nere i en dal som går i nord-sydlig riktning. Runt Casas Altas är det mycket glesbefolkat, med 3 invånare per kvadratkilometer. Närmaste större samhälle är Ademuz, 3,6 km nordväst om Casas Altas. 